# Signe Wenneberg
 Der er for få eller ingen kildehenvisninger i denne artikel, hvilket er et problem. Du kan hjælpe ved at angive troværdige kilder til de påstande, som fremføres i artiklen.

Signe Marie Wenneberg (født 12. april 1968 på Sydsjælland) er en dansk journalist, forfatter og foredragsholder med egen virksomhed. Modtager af Verdensmålsprisen 2024. Driver "Den lille grønne avis" - som er vokset ud af Instagram - og nu er på eget website (2025) www.signewenneberg.dk - med over 100.000 faste følgere https://www.instagram.com/signewenneberg/. 
Samt indehaver af www.botaniskgin.dk med sine sønner stiftet 2018.
I 2016 stiftede hun blogmediet "POV International" sammen med Morten Bay og Annegrethe Rasmussen. Hun havde titel af kreativ redaktør 1.2.2016-1.1.2018.
Signe Wenneberg har læst retorik og kulturformidling på Københavns Universitet i 1991-1997. Hun har siden arbejdet som fast kulturskribent ved Politiken, som programmedarbejder ved TV 2 og DR, som undervisningsassistent ved Københavns Universitet, chefkonsulent hos Kjaer & Kjerulf, administrerende direktør ved mediebureauet Vizeum, ligesom hun er tidligere formand for Miljømærkenævnet - Svane-mærket/Blomst-mærket. Tidligere medlem af Det Etiske Råd. 
Hun fungerer til daglig som selvstændig foredragsholder, moderator og rådgiver med fokus på især kunder inden for klima, miljø, bæredygtigt byggeri og fødevareområdet. 
Medlem af bestyrelsen i Madkulturen fra april 2021 til april 2025. Medlem af bestyrelsen hos Hockerup.  
Wenneberg har udgivet flere bøger om have, mad, kommunikation og politik. Hun har været redaktør af brevkasser i bl.a. Bo Bedre og Ude og Hjemme. Desuden var hun formand og stifter af bl.a. netværket Albrightgruppen (2006-2015) og Burhønsenes Befrielsesfront, der siden 2011 arbejder for bedre dyrevelfærd.
Wenneberg modtog i 2013 prisen som Årets Ægtivist (Dyrenes Beskyttelse), samt prisen for "Årets bog om mad". Byggede i 2014 verden første FSC-certificerede hus - bestående af 98,7 pct træ og på pæle. 
Wenneberg har arbejdet med velgørenhed for Røde Kors, Danmission, Danida og Dansk Flygtningehjælp, er ambassadør for Plan Børnefonden.
Wenneberg var medlem af Det Etiske Råd (udpeget af fødevareminister Karen Hækkerup) fra 2013 til udgangen af 2016.
Wenneberg sidder siden 2015 i bestyrelsen for Underværker Realdania 2015 og i bestyrelsen for Friland (økologisk kød) siden 2016-2022.
Wenneberg er bosiddende i Hellerup.
I 2011 opstillede Signe Wenneberg som folketingskandidat for Socialdemokraterne i Gentofte, men blev ikke indvalgt ved folketingsvalget den 15. september.